# Boulbon
Boulbon is een gemeente in het Franse departement Bouches-du-Rhône (regio Provence-Alpes-Côte d'Azur). De plaats maakt deel uit van het arrondissement Arles. Boulbon telde op 1 januari 2022 1.531 inwoners.

## Geografie
De oppervlakte van Boulbon bedroeg op 1 januari 2022 19,33 vierkante kilometer; de bevolkingsdichtheid was toen 79,2 inwoners per km².
De onderstaande kaart toont de ligging van Boulbon met de belangrijkste infrastructuur en aangrenzende gemeenten.

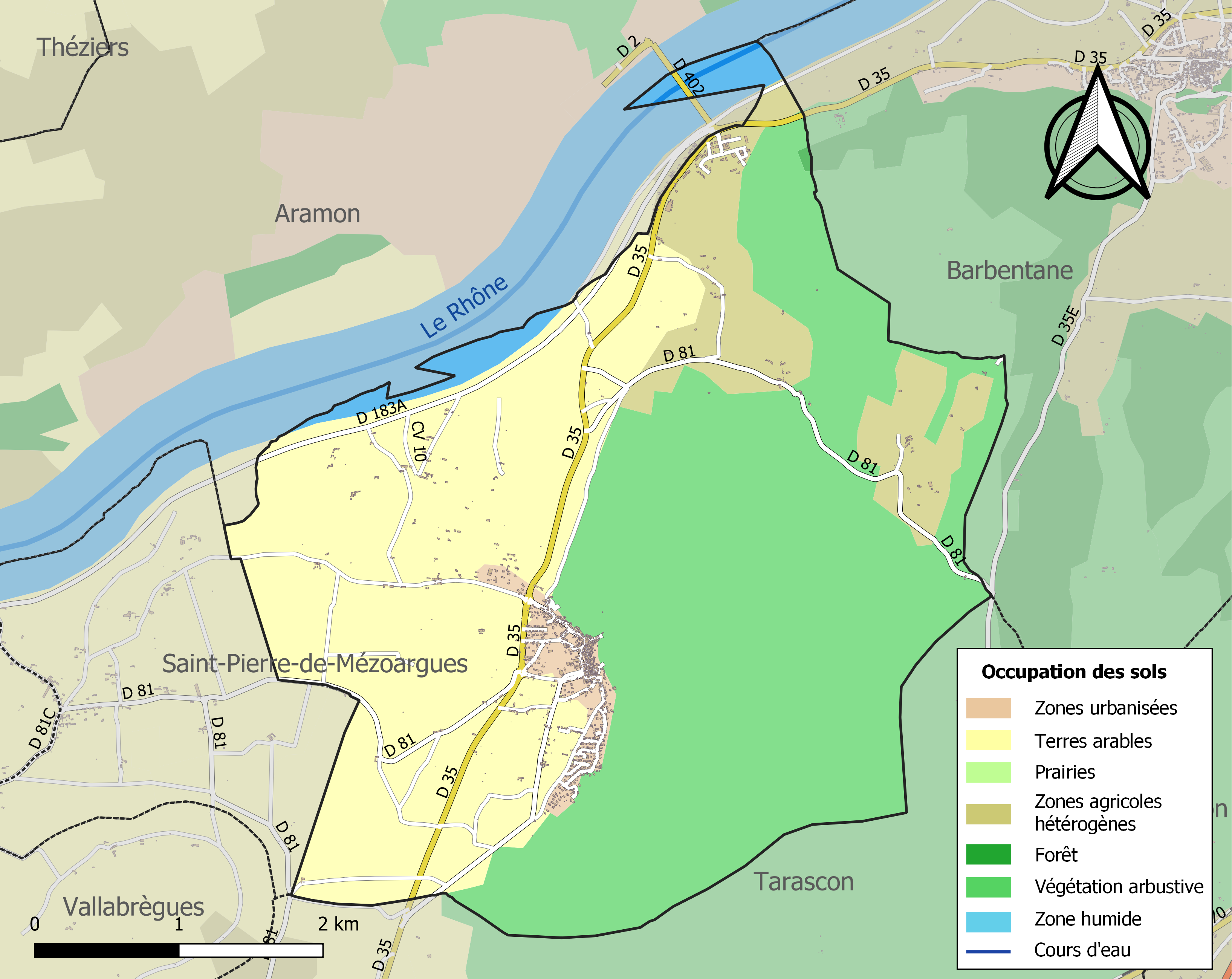

## Demografie
Onderstaande figuur toont het verloop van het inwonertal (bron: INSEE-tellingen).
Vanwege een beveiligingsprobleem met de MediaWiki Graph-software is het momenteel niet mogelijk deze grafiek weer te geven. Zodra de software is bijgewerkt zal de grafiek vanzelf weer zichtbaar worden.